# مطار كانوس
مطار كانوس (بالإنجليزية: Kannus Airfield)‏ هو مطار يقع في كانوس، فنلندا، يبعد حوالي 5 ميل بحري (9 كـم؛ 6 ميل) شرق مركز مدينة كانوس.

## روابط خارجية
- VFR Suomi / فنلندا - مطار كانوس
- Lentopaikat.net - مطار كانوس باللغة الفنلندية